# Villa de Marsilio
Villa de Marsilio è una delle ville storiche di Napoli; sorge in zona Capodimonte.
La struttura risale al XVIII secolo e fu data, assieme all'annessa terra, in dono al principe Gerace Pasquale Serra, Gran Ciambellano, da parte del re Giuseppe Bonaparte. In seguito. fu in mano ai Borbone di Napoli, mentre, nel 1819, la si riscontra come proprietà di Ottavio de Marsilio.
Dopo il proprietario Marisilio, la struttura fu ampliata, ricavando anche un grande giardino d'impronta romantica, elemento distintivo dell'intero complesso.
Il fabbricato, al pian terreno, è composto da due cortili uniti, su cui vi si affacciano vari ambienti. Al primo piano è invece la piccola chiesa privata e le stanze da letto.